# Rob Millar
Pour les articles homonymes, voir Millar.
Rob Millar (né le 30 août 1976 à Smithers, province de la Colombie-Britannique au Canada) est un joueur de hockey sur glace professionnel.

## Carrière de joueur
Il commence sa carrière en 1995 aux Harvard Crimson en NCAA où il va évoluer pendant 4 saisons. Il passe ensuite deux saisons en ECHL puis UHL. En 2002, Dennis Murphy le fait venir aux Ours de Villard-de-Lans en Ligue Magnus. En 2004, il termine meilleur pointeur des playoffs avec l'ASG Tours avec qui il échoue en finale. La saison suivante, il signe chez les Diables Rouges de Briançon qui perdent en finale de Coupe de France au cours de laquelle il égalise dans la dernière minute de jeu du temps réglementaire après avoir raté un lancer de pénalité en début de rencontre. En 2006, il porte les couleurs de Amiens avec qui il réalise une saison très difficile avec seulement huit points en 25 matchs de saison régulière.

## Statistiques
| Saison    | Équipe                  | Ligue        |    | Saison régulière | Saison régulière | Saison régulière | Saison régulière | Saison régulière |    | Séries éliminatoires | Séries éliminatoires | Séries éliminatoires | Séries éliminatoires | Séries éliminatoires |
| Saison    | Équipe                  | Ligue        | PJ | B                | A                | Pts              | Pun              | PJ               | B  | A                    | Pts                  | Pun                  |                      |                      |
| 1995-1996 | Crimson d'Harvard       | NCAA         | 19 | 6                | 5                | 11               | 0                |                  |    |                      |                      |                      |                      |                      |
| 1996-1997 | Crimson d'Harvard       | NCAA         | 32 | 13               | 12               | 25               | 4                |                  |    |                      |                      |                      |                      |                      |
| 1997-1998 | Crimson d'Harvard       | NCAA         | 32 | 7                | 19               | 26               | 24               |                  |    |                      |                      |                      |                      |                      |
| 1998-1999 | Crimson d'Harvard       | NCAA         | 32 | 10               | 17               | 27               | 23               |                  |    |                      |                      |                      |                      |                      |
| 1999-2000 | Storm de Toledo         | ECHL         | 8  | 0                | 2                | 2                | 4                |                  |    |                      |                      |                      |                      |                      |
| 1999-2000 | Nailers de Wheeling     | ECHL         | 55 | 13               | 31               | 44               | 20               |                  |    |                      |                      |                      |                      |                      |
| 2000-2001 | IceHawks de Adirondack  | UHL          | 68 | 18               | 25               | 43               | 8                | 5                | 2  | 4                    | 6                    | 0                    |                      |                      |
| 2000-2001 | Nailers de Wheeling     | ECHL         | 3  | 0                | 0                | 0                | 0                |                  |    |                      |                      |                      |                      |                      |
| 2001-2002 | Sapporo Polaris         | Japon        | 25 | 7                | 7                | 14               |                  |                  |    |                      |                      |                      |                      |                      |
| 2002-2003 | Ours de Villard-de-Lans | Ligue Magnus | 25 | 16               | 4                | 20               | 10               |                  |    |                      |                      |                      |                      |                      |
| 2003-2004 | Ours de Villard-de-Lans | Ligue Magnus | 24 | 16               | 14               | 30               | 20               | 4                | 1  | 0                    | 1                    | 2                    |                      |                      |
| 2004-2005 | ASG Tours               | Ligue Magnus | 28 | 14               | 20               | 34               | 28               | 11               | 11 | 4                    | 15                   | 8                    |                      |                      |
| 2005-2006 | Briançon                | Ligue Magnus | 26 | 10               | 18               | 28               | 14               | 4                | 0  | 1                    | 1                    | 0                    |                      |                      |
| 2006-2007 | Amiens                  | Ligue Magnus | 25 | 4                | 4                | 8                | 22               | 4                | 0  | 1                    | 1                    | 0                    |                      |                      |